# Прибилов (острови)
Прибилов (на английски: Pribilof Islands) са малка група острови в югоизточната част на берингово море, съставна част на щата Аляска. общата им площ е 194 km². Състоят се от два по-големи острова Свети Павел (площ 104 km²) и Свети Георги (90 km²) и две малки скали Отер (0,67 km²) и Моржов (0,2 km²). Бреговете им са скалисти, релефът – равнинен и нискохълмист (максимална височина 309 m, на остров Свети Георги) и са заети от ливадно-тундрова растителност. Бреговете им са обиталище на морски котки.
Остров Свети Павел е разположен в северната част на групата и с площ 104 km², дължина 22 km, ширина 12 km, брегова линия 73 km и максимална височина 203 m. Остров Свети Георги е в южната част на групата, площта му е 90 km², а максималната му височина 309 m. На двата острова има по едно малко селище с общо население 684 души през 2000 г.
Остров Свети Георги е открит на 25 юни 1786 г., а остров Свети Павел – 12 юли 1786 г. от руския щурман Гавраил Логинович Прибилов, който ги наименува със сегашните им названия. Една година по-късно управителя на Руска Америка Григорий Шелихов наименува цялата група острови в чест на техния откривател.